# York (hrabstwo Clark)
York – miasto w Stanach Zjednoczonych, w stanie Wisconsin, w hrabstwie Clark.